# 中华人民共和国国防委员会
中华人民共和国国防委员会是1954年至1975年间中华人民共和国的最高军事咨议机关。

## 沿革
此前，即1949年10月1日中华人民共和国建立起至1954年9月27日，中央人民政府人民革命军事委员会为国家最高军事统辖机关，由主席1人，副主席、委员若干人组成，其成员由中央人民政府委员会任免。职权为统一管辖并指挥中国人民解放军和其他人民武装力量。该委员会存在时，不存在单独的中国共产党的最高军事领导机关。这与1954年-1975年中共中央军委、国防委员会并存，1982年迄今的中共中央军委、国家中央军委并存的状况不同。
1954年9月第一届全国人民代表大会第一次会议通過的《中華人民共和國憲法》规定设立中华人民共和国国防委员会，中央人民政府人民革命军事委员会即行撤销。但1954年《宪法》没有明文规定国防委员会的职权。这部宪法第四十二条：“中华人民共和国主席统率全国武装力量，担任国防委员会主席”，即武装部队的统帅权属于国家主席。不过從实际运作看，中华人民共和国国防委员会是军事参议机关，无决策权、军队统帅权、军事决策权。实际上，这部宪法通过的当天晚上，1954年9月20日夜，中国共产党中央政治局召開会議，决定设立并组成了中国共产党中央军事委员会，作为政治局领导下的军事工作决策机关。
国防委员会由主席、副主席和委员若干人组成。国防委员会主席由中华人民共和国主席担任，其他成员根据主席提名，由全国人民代表大会决定。
1975年1月，第四届全国人民代表大会第一次会议修改后的《中华人民共和国宪法》规定由中国共产党中央委员会主席统率全国武装力量，国防委员会被撤销。1982年12月，五屆全國人大五次會議通過的《宪法》规定建立中华人民共和国中央军事委员会，领导全国武装力量。

## 歷屆組成人員

### 第一屆（1954年－1959年）
中华人民共和国国防委员会副主席、委员于1954年9月29日由中华人民共和国主席毛泽东根据第一届全国人民代表大会第一次会议的决定任命。
- 主席：毛澤東
- 副主席：朱德、彭德怀、林彪、刘伯承、贺龙、陈毅、邓小平、罗荣桓、徐向前、聂荣臻、叶剑英、程潜、张治中、傅作义、龙云（1958年2月1日罢免）。
- 委員81人，按姓名笔划排列：于学忠、王世泰、王宏坤、王秉璋、王新亭、王震、王树声、宋任穷、宋时轮、吕正操、李先念、李明扬、李明灏、林遵、周士第、周保中、周纯全、阿沛·阿旺晋美、洪学智、唐生智、唐亮、徐海东、孙蔚如、许世友、许光达、韦国清、乌兰夫、马鸿宾、高树勋、张宗逊、张国华、张云逸、张爱萍、张达志、陈士榘、陈再道、陈奇涵、陈明仁、陈绍宽、陈赓、陈锡联、陶峙岳、鹿钟麟、彭绍辉、曾泽生、粟裕、贺炳炎、冯白驹、黄永胜、黄克诚、黄琪翔（1958年2月1日罢免）、杨成武、杨勇、杨得志、董其武、叶飞、万毅、廖汉生、裴昌会、赵尔陆、刘文辉、刘亚楼、刘善本、刘斐、邓兆祥、邓华、邓锡侯、邓宝珊、滕代远、蔡廷锴、郑洞国、卢汉、萧克、萧劲光、阎红彦、赛福鼎、韩先楚、韩练成、罗瑞卿、谭政、苏振华

### 第二屆（1959年－1964年）
中华人民共和国国防委员会副主席、委员于1959年4月28日由中华人民共和国主席刘少奇根据第二届全国人民代表大会第一次会议的决定，发布《中华人民共和国主席令》任命。
- 主席：劉少奇
- 副主席：彭德怀、林彪、刘伯承、贺龙、陈毅、邓小平、罗荣桓、徐向前、聂荣臻、叶剑英、程潜、张治中、傅作义、卫立煌、蔡廷锴（1962年4月16日任命）
- 委員100人，按姓名笔划排列：于学忠、万毅、韦国清、王平、王世泰、王宏坤、王秉璋、王树声、王建安、王新亭、王震、邓兆祥、邓华、邓宝珊、邓锡侯、孔从周、卢汉、叶飞、刘文辉、刘亚楼、刘善本、刘斐、孙蔚如、宋任穷、宋时轮、苏振华、李天佑、李达、李先念、李明扬、李明灏、李聚奎、陈士榘、陈再道、陈伯钧、陈奇涵、陈明仁、陈绍宽、陈铁、陈赓、陈锡联、吕正操、郑洞国、林维先、林遵、张云逸、张达志、张宗逊、张国华、张爱萍、阿沛·阿旺晋美、罗瑞卿、周士第、周保中、周纯全、洪学智、赵尔陆、赵寿山、侯镜如、高树勋、唐生智、唐亮、马鸿宾、桑颇·才旺仁增、乌兰夫、徐海东、许世友、许光达、郭天民、鹿钟麟、萧克、萧劲光、陶峙岳、冯白驹、曾泽生、彭绍辉、粟裕、覃异之、贺炳炎、黄永胜、黄正清、黄克诚、傅秋涛、傅钟、杨至成、杨成武、杨勇、杨得志、董其武、詹才芳、廖汉生、裴昌会、蔡廷锴、滕代远、赖传珠、阎红彦、赛福鼎、韩先楚、韩练成、谭政

### 第三屆（1965年－1975年）
中华人民共和国国防委员会副主席、委员于1965年1月4日由中华人民共和国主席刘少奇根据第三届全国人民代表大会第一次会议的决定，发布《中华人民共和国主席令》第三号任命。
- 主席：劉少奇（1965－1969）
- 副主席：林彪、刘伯承、贺龙、陈毅、邓小平、徐向前、聂荣臻、叶剑英、罗瑞卿（1965年12月停职）、程潜、张治中、傅作义、蔡廷锴
- 委員107人：方强、王平、王世泰、王宏坤、王诤、王秉璋、王建安、王树声、王恩茂、王新亭、王震、韦国清、乌兰夫、邓兆祥、邓宝珊、孔从周、卢汉、叶飞、刘文辉、刘兴元、刘亚楼、刘志坚、刘培善、刘善本、刘斐、许世友、许光达、吕正操、孙大光、孙志远、孙蔚如、宋任穷、宋时轮、苏振华、李天佑、李达、李成芳、李先念、李寿轩、李作鹏、李明扬、李明灏、李涛、李聚奎、杨成武、杨至成、杨勇、杨得志、吴克华、吴法宪、邱会作、邱创成、张云逸、张达志、张宗逊、张国华、张爱萍、阿沛·阿旺晋美、陈士榘、陈再道、陈伯钧、陈奇涵、陈明仁、陈绍宽、陈铁、陈锡联、郑洞国、林维先、林遵、周士第、周纯全、赵尔陆、赵寿山、侯镜如、高树勋、郭天民、唐生智、唐亮、秦基伟、徐海东、桑颇·才旺仁增、陶峙岳、鹿钟麟、阎红彦、萧华、萧克、萧劲光、萧望东、崔田民、曾泽生、谢富治、彭绍辉、黄永胜、黄新廷、董其武、韩先楚、粟裕、覃异之、程子华、傅秋涛、傅钟、赖传珠、詹才芳、赛福鼎、廖汉生、裴昌会、滕代远